# Ireane Ruiz Arévalo
Ireane Ruiz Arévalo (Logroño, 2 de abril de 1973) es una deportista española que compitió en taekwondo. Ganó dos medallas en el Campeonato Mundial de Taekwondo en los años 1995 y 1997.
Participó en los Juegos Olímpicos de Sídney 2000, donde finalizó octava en la categoría de +67 kg.

## Palmarés internacional
| Campeonato Mundial | Campeonato Mundial | Campeonato Mundial | Campeonato Mundial |
| Año                | Lugar              | Medalla            | Categoría          |
| ------------------ | ------------------ | ------------------ | ------------------ |
| 1995               | Manila (Filipinas) | Medalla de oro     | –70 kg             |
| 1997               | Hong Kong (China)  | Medalla de bronce  | –70 kg             |